# Нис (сын Гиртака)

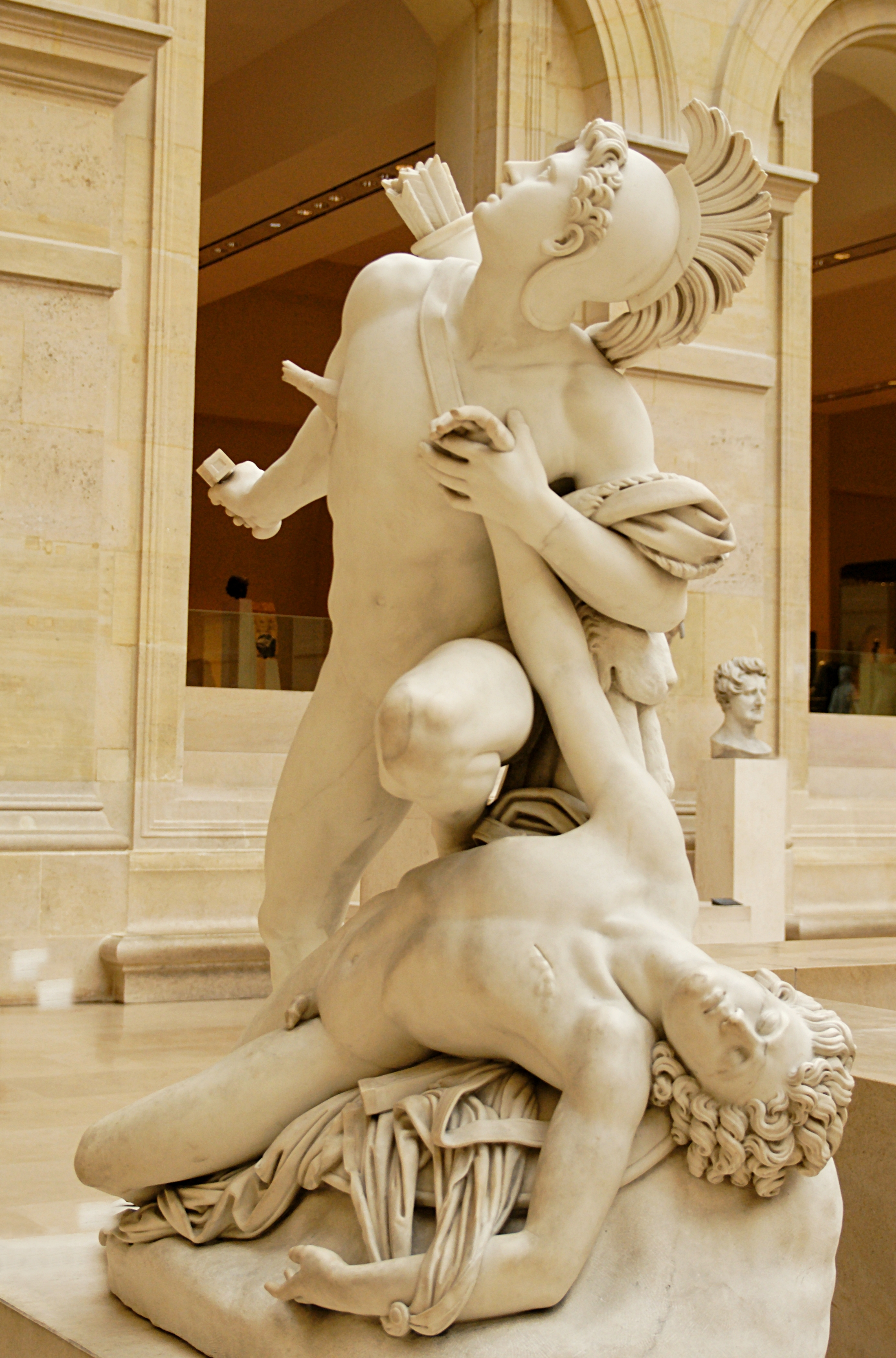
Нис и Евриал (скульптор Жан-Батист Роман, 1827, Лувр)

Нис (лат. Nisus) — персонаж «Энеиды» Вергилия. Сын Гиртака, царя Арисбы. Спутник Энея, влюбленный в Евриала. Участвовал в погребальных играх по Анхису, состязался в беге. Погиб в бою с рутулами. Упоминается Стацием.